# Свенюнга
Свенюнга (швед. Svenljunga) — містечко (tätort, міське поселення) у центральній Швеції в лені Вестра-Йоталанд. Адміністративний центр комуни  Свенюнга.

## Географія
Містечко знаходиться у південній частині лена Вестра-Йоталанд за 353 км на південний захід від Стокгольма.

## Історія
У 1946 році Свенюнга отримала статус чепінга.

## Герб міста
Герб було розроблено для чепінга Свенюнга. Отримав королівське затвердження 1959 року.
Сюжет герба: у синьому полі срібна голова бика з червоними очима, рогами і язиком, під нею — два скошені навхрест кушнірські срібні ножі та така ж квітка вересу.
Голова бика символізує розвинуте тваринництво. Ножі вказують на шкірообробну промисловість. Квітка вересу є називним символом і вказує на другу частину назви комуни (швед. ljung=верес).
Після адміністративно-територіальної реформи, проведеної в Швеції на початку 1970-х років, муніципальні герби стали використовуватися лишень комунами. Цей герб був 1971 року перебраний для нової комуни Свенюнга. 

## Населення
Населення становить 3 709 мешканців (2018). 

## Спорт
У поселенні базується футбольний клуб Свенюнга ІК, флорбольний Свенюнга ІБК та інші спортивні організації. 

## Галерея

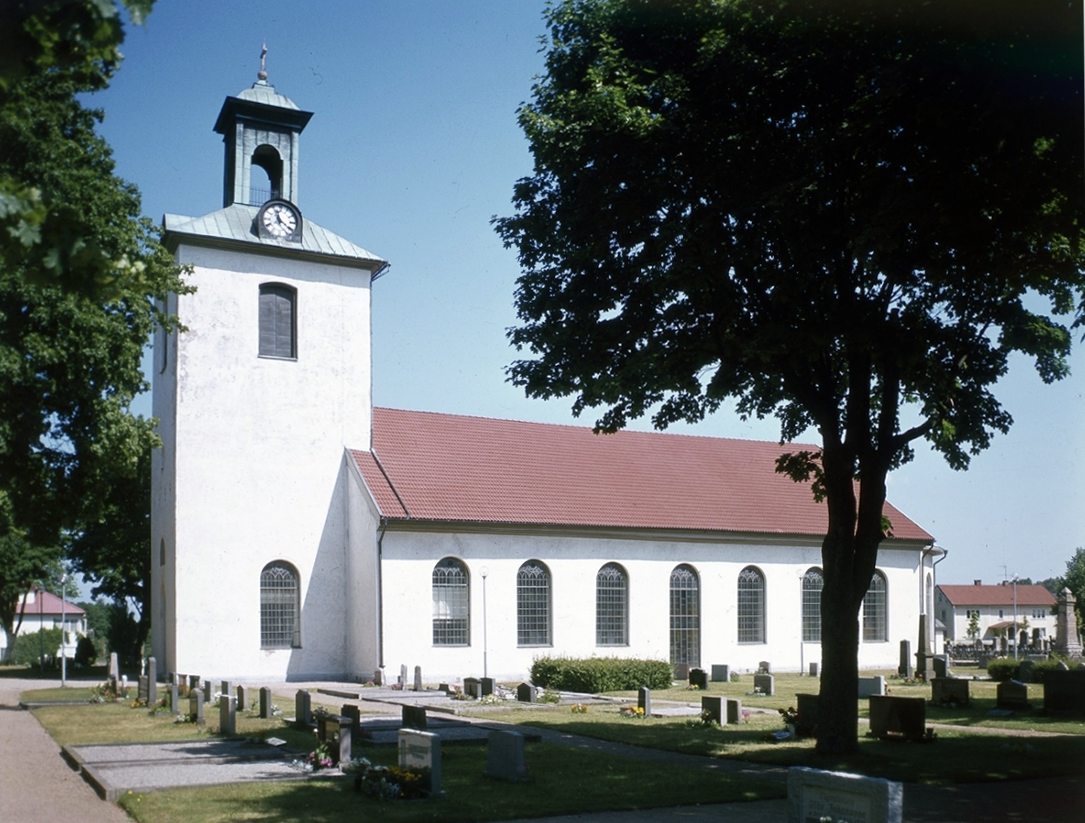
Церква
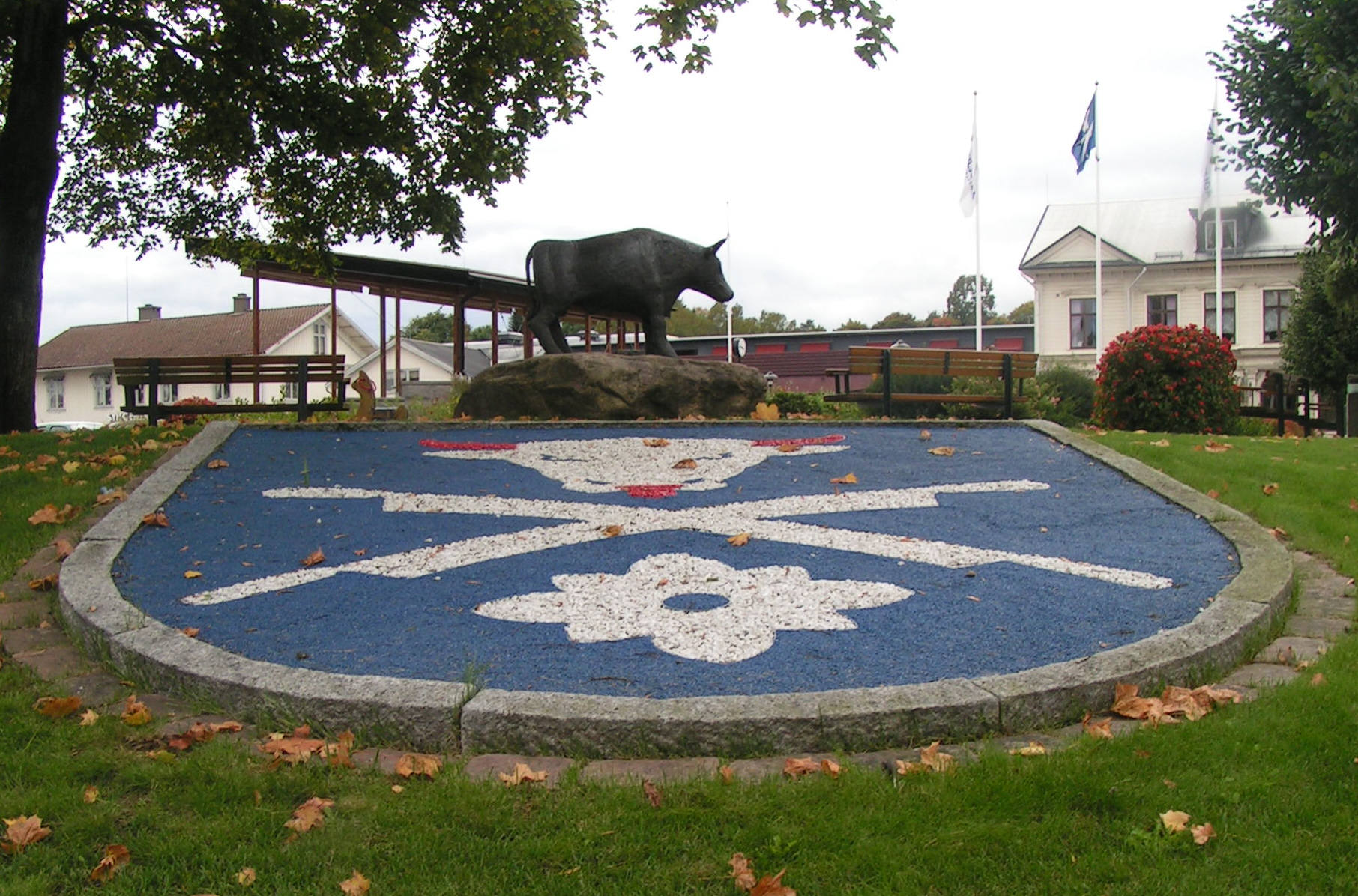
Символ міста
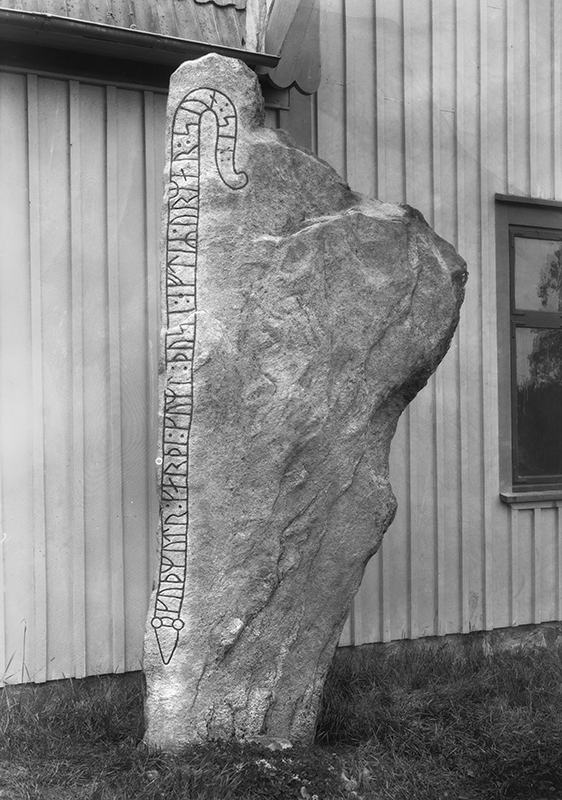
Рунічний камінь

## Покликання
- Сайт комуни Свенюнга [Архівовано 26 березня 2022 у Wayback Machine.]